# Attila Bartis
Attila Bartis (* 22. ledna 1968, Târgu Mureş, Sedmihradsko, Rumunsko) je maďarský spisovatel a fotograf.
Jeho otec Bartis Ferenc byl básník. V roce 1984 se odstěhoval do Budapešti. V roce 1997 získal literární cenu Tibora Déryho a v roce 2002 cenu maďarského spisovatele Sándora Máraie. V současné době je hostem výtvarného programu DAAD.

## Dílo
- A séta (Procházka), 1995 – román
- A kéklõ pára (Modravé páry), 1998 – sbírka novel
- A nyugalom (Klid), 2001 – román
- Anyám, Kleopátra (Moje matka Kleopatra), 2002 – drama
- Lázar apokrifek (Lazarovy apokryfy), 2005 – sebrané fejetony původně psané pro Élet és Irodalom (Život a literatura)
- A vége (Konec), 2015 – román

## Ocenění
- cena Tibora Déryho, 1997
- cena Sándora Máraiho, 2002

## Dílo v češtině
- Klid, Kniha Zlín, 2010, ISBN 978-80-87162-26-2